# Lijst van voetbalinterlands Canada - Noorwegen (vrouwen)
Deze lijst van voetbalinterlands is een overzicht van alle officiële voetbalinterlands tussen de nationale vrouwenteams van Canada en Noorwegen. De landen hebben tot nu toe dertien keer tegen elkaar gespeeld.

## Wedstrijden
| №  | Plaats                     | Datum             | Competitie                   | Wedstrijd          | Uitslag |
| -- | -------------------------- | ----------------- | ---------------------------- | ------------------ | ------- |
| 1  | Winnipeg                   | 23 juli 1990      | Vriendschappelijk            | Canada − Noorwegen | 0 − 2   |
| 2  | Gävle                      | 10 juni 1995      | WK 1995                      | Noorwegen − Canada | 7 − 0   |
| 3  | Washington D.C.            | 23 juni 1999      | WK 1999                      | Noorwegen − Canada | 7 − 1   |
| 4  | Albufeira                  | 14 maart 2000     | Algarve Cup 2000             | Noorwegen − Canada | 2 − 1   |
| 5  | Hønefoss                   | 19 juni 2001      | Vriendschappelijk            | Noorwegen − Canada | 9 − 1   |
| 6  | Toronto                    | 17 juli 2002      | Vriendschappelijk            | Canada − Noorwegen | 2 − 2   |
| 7  | Vila Real de Santo António | 18 maart 2003     | Algarve Cup 2003             | Noorwegen − Canada | 1 − 0   |
| 8  | Sarpsborg                  | 31 mei 2005       | Vriendschappelijk            | Noorwegen − Canada | 3 − 0   |
| 9  | Hangzhou                   | 12 september 2007 | WK 2007                      | Noorwegen − Canada | 2 − 1   |
| 10 | Hamar                      | 3 juni 2010       | Vriendschappelijk            | Noorwegen − Canada | 1 − 1   |
| 11 | Chongqing                  | 16 januari 2013   | Four Nations Tournament 2013 | Canada − Noorwegen | 0 − 0   |
| 12 | Marbella                   | 28 november 2017  | Vriendschappelijk            | Canada − Noorwegen | 3 − 2   |
| 13 | La Manga del Mar Menor     | 22 januari 2019   | Vriendschappelijk            | Canada − Noorwegen | 1 − 0   |

## Samenvatting
| Competitie              | Totaal gespeeld | Winst Canada | Gelijk | Winst Noorwegen | Doelsaldo Canada – Noorwegen |
| ----------------------- | --------------- | ------------ | ------ | --------------- | ---------------------------- |
| WK-eindronde            | 3               | 0            | 0      | 3               | 2 − 16                       |
| Algarve Cup             | 2               | 0            | 0      | 2               | 1 − 3                        |
| Four Nations Tournament | 1               | 0            | 1      | 0               | 0 − 0                        |
| Vriendschappelijk       | 7               | 2            | 2      | 3               | 8 − 19                       |
| Totaal                  | 13              | 2            | 3      | 8               | 11 − 38                      |

CSA · A-internationals · Canadees mannenelftal
1986 – 1989 · 1990 – 1999 · 2000 – 2009 · 2010 – 2019 · 2020 – 2029
Argentinië ·
Australië ·
België ·
Brazilië ·
Chili ·
China ·
Colombia ·
Costa Rica ·
Cuba ·
Denemarken ·
Duitsland ·
Ecuador ·
El Salvador ·
Engeland ·
Finland ·
Frankrijk ·
Ghana ·
Griekenland ·
Guatemala ·
Guyana ·
Haïti ·
Hongarije ·
Hongkong ·
Ierland ·
IJsland ·
Italië ·
Ivoorkust ·
Jamaica ·
Japan ·
Kameroen ·
Marokko ·
Mexico ·
Nederland ·
Nieuw-Zeeland ·
Nigeria ·
Noord-Korea ·
Noorwegen ·
Panama ·
Paraguay ·
Polen ·
Portugal ·
Puerto Rico ·
Rusland ·
Saint Kitts en Nevis ·
Schotland ·
Singapore ·
Sovjet-Unie ·
Spanje ·
Taiwan ·
Trinidad en Tobago ·
Tsjechië ·
Uruguay ·
Verenigde Staten ·
Wales ·
Zimbabwe ·
Zuid-Afrika ·
Zuid-Korea ·
Zweden ·
Zwitserland